# Aya Brea
Aya Brea è la protagonista della serie Parasite Eve, della Squaresoft (ora Square Enix).

## Biografia
Aya Brea è nata a Boston, Massachusetts, il 20 novembre 1972. Suo padre, il cui nome non viene rivelato, era un giornalista statunitense di origini russe mentre la madre, Mariko, era giapponese. Aveva anche una sorella minore di nome Maya che, insieme alla madre, morì in un incidente automobilistico nel dicembre del 1977. Dopo la morte di Maya, i suoi organi furono conservati su volere del padre. Nel 1979, ad Aya, (che all'epoca aveva solo 7 anni e che per cause sconosciute stava perdendo la vista) venne trapiantata una cornea appartenuta alla sua defunta sorella, poiché l'organo non mostrò alcun segno di rigetto.
Allo stesso tempo, un rene appartenuto a Maya, fu trapiantato in una giovane ragazza di nome Melissa Pearce. All'insaputa dei medici che avevano portato a termine i trapianti, i mitocondri di Maya si erano molto evoluti e cominciarono a cambiare la struttura genetica, sia di Aya che di Melissa.
Aya studiò criminologia presso l'Università della Virginia. Più tardi, divenne una detective e fu assegnata al 17º Dipartimento di Polizia di New York. In breve tempo entrò a far parte della squadra "padre e figlia" dove, come collega di lavoro, aveva Daniel "Bo" Dollis, un poliziotto veterano che si dimostrava eccessivamente protettivo verso di lei nelle situazioni più pericolose.

### Parasite Eve
Il 24 dicembre 1997, Aya partecipò ad una prestazione d'opera alla Carnegie Hall. Durante la performance Melissa Pearce, che nel frattempo era divenuta una cantante lirica, si trasformò nella creatura mitocondriale Eve, a causa dei mitocondri mutanti di Maya che erano rimasti dormienti nel corpo di Melissa per undici anni. Come suo primo atto contro l'umanità, Eve uccise tutti gli spettatori nella Carnegie Hall tramite poteri psichici, che causarono alle persone presenti una sorta di combustione spontanea, fatta eccezione per Aya, che era immune agli effetti.
Durante i sei giorni successivi, in una Manhattan devastata e messa in quarantena dal resto del mondo. Aya affrontò Eve e le mostruose creature che essa aveva generato, chiamate creature neo-mitocondriali (NMC). Aya scoprì di aver acquisito un grande potere, per via del fatto che possedeva i mitocondri di Maya, trasferitisi nel suo corpo durante il trapianto della cornea; questi però non erano riusciti a prendere il controllo su di lei, cosa che invece non era accaduta per Melissa. Alla fine, grazie a questi poteri, Aya fu in grado distruggere definitivamente Eve, dopo una battaglia svoltasi su Liberty Island.
Dopo questo però, La ragazza dovette distruggere anche l'essere Supremo, che Eve dette alla luce poco prima di morire. Aya riuscì ad uccidere la creatura con un piccolo aiuto da parte di Daniel e Kunihiko Maeda, uno scienziato giapponese che li aveva assistiti in quei giorni per dargli supporto. Ben presto, Aya Brea divenne una eroina nazionale, ricevendo riconoscimenti da alti funzionari del governo e dal Presidente.

### Parasite Eve II
4 settembre 2000, sono trascorsi quasi tre anni dall'incidente di Manhattan e dalla sconfitta di Eve, Aya Brea ha lasciato la polizia e si è unita ad un ramo di formazione dell'FBI noto come il Mitochondrial Investigation and Suppression Team (M.I.S.T.), con sede a Los Angeles: qui stringe un forte legame di amicizia con Pierce Carradine, un genio dei computer. L'obiettivo di questa task force è quello di dare la caccia e distruggere ogni NMC sopravvissuto. Durante il suo servizio come agente MIST, Aya aveva sempre voluto lavorare da sola, a causa delle imprevedibili anomalie dei suoi poteri.
Un fatto degno di nota è che, grazie al risveglio dei suoi mitocondri, Aya appare più giovane della sua età biologica, poiché essi mantengono il corpo sempre giovane e forte per poter sopravvivere. Pur avendo questo vantaggio, preferirebbe vivere una vita normale.
Una telefonata anonima costringe Aya a dirigersi ed investigare in un palazzo nel centro di Los Angeles, l'Akropolis Tower, dove, al suo arrivo, trova un'intera squadra di agenti SWAT massacrata ed una notevole infestazione di NMC. Aya scopre ben presto che questi nuovi NMC sono in grado di assumere forma umana. Mentre Aya procede con la sua missione nel palazzo, fa la sua comparsa un essere misterioso e terrificante, un umanoide che si scoprirà essere una Creatura neo-mitocondriale artificiale (ANMC) chiamata Golem No.9. Dopo aver ingaggiato un combattimento nei pressi dell'eliporto, sul tetto della struttura, il Golem fa saltare il palazzo con un detonatore a distanza e fugge mentre Aya si salva grazie ad un elicottero di salvataggio.
Le successive investigazioni portano Aya in una piccola città chiamata Dryfield, situata nel deserto del Mojave dove incontra Kyle Madigan, un detective privato. Con Kyle, Aya presto scopre una strana struttura top secret costruita nelle cavità di una miniera, creata da un governo ombra chiamato Neo-Ark, in quel posto, i ricercatori stavano usando il DNA di Aya Brea allo scopo di dar vita ad una nuova razza di ANMC. Per controllare queste creature gli scienziati della Neo-Ark avevano creato Eve, un clone bambina di Aya, dotata di grandi poteri psichici.
Dopo la distruzione della struttura Neo-Ark, degli ANMC e della creatura finale. Aya ha preso la piccola Eve con sé, formando un legame materno con lei e con l'intenzione di crescerla come fosse figlia sua.
In seguito, Eric Baldwin, il capo del MIST e di Aya Brea, è stato scoperto e riconosciuto come uno dei leader del governo ombra ed è stato arrestato e condannato per cospirazione verso l'umanità, la sua smascherazione è stata possibile grazie alle indagini portate avanti da Pierce Carradine. Kyle Madigan, scomparso dopo gli eventi di Neo-Ark, si riunisce ad Aya ed Eve a New York; si lascia intendere che i due abbiano una relazione.

### The 3rd Birthday
Il 24 dicembre 2010 Aya viene trovata incosciente da Hyde Bohr sulle scale della cattedrale di St. Thomas di Manhattan, con indosso un abito da sposa. Scoperta la sua abilità di poter utilizzare un qualunque corpo ospite e prenderne momentaneamente il controllo (battezzata da Hyde Bohr stesso come "Overdive"), Bohr creera la CTI's Overdive division, associazione che, con l'utilizzo di una macchina speciale, ha come obiettivo principale l'invio di Aya nel passato per l'eliminazione dei Twisted, creature mostruose che ormai popolano gran parte del mondo, distruggendo e uccidendo. Aya, sin dal suo ritrovamento, non ricorda niente del suo passato, se non il suo stesso nome.

## Altre apparizioni
Aya appare anche come personaggio nascosto nel videogioco della Square Enix Chocobo Racing e il suo costume è disponibile in Dissidia 012 Final Fantasy (sempre della Square) per Lightning (che nella versione giapponese è sempre doppiata da Maaya Sakamoto).